# Jhon Chancellor
Jhon Carlos Chancellor Cedeño, född 2 januari 1992 i Ciudad Guayana, är en venezuelansk fotbollsspelare som spelar för Universidad Católica. Han representerar även det venezuelanska landslaget.

## Karriär
Den 28 februari 2022 värvades Chancellor av polska Zagłębie Lubin, där han skrev på ett kontrakt över resten av säsongen. Den 11 augusti 2022 skrev Chancellor på ett kontrakt över resten av året med brasilianska Coritiba.
I augusti 2023 värvades Chancellor av mexikanska Necaxa. I februari 2024 gick han till venezuelanska Metropolitanos. I juli 2024 skrev Chancellor på ett 1,5-årskontrakt med ecuadorianska Universidad Católica.